# Onthophagus semidanumensis
Onthophagus semidanumensis là một loài bọ cánh cứng trong họ Bọ hung (Scarabaeidae).